# Capitan America (Ultimate Marvel)
Capitan America, il cui vero nome è Steve Rogers, è un personaggio creato da Mark Millar e Bryan Hitch, pubblicato dalla Marvel Comics.
È la versione dell'universo Ultimate di Capitan America, il famoso supereroe.
Rispetto alla versione classica del personaggio, più nobile e altruista, capace di andare anche contro il proprio governo in difesa dei propri principi (come in Civil War), questo Cap ha un'impostazione nazionalista di stampo militare, non discute gli ordini ma li esegue, pur non essendo sprovvisto di aspetti molto umani come il rimpianto per la sua epoca e gli amici dei tempi passati.

## Biografia del personaggio

### Ultimates 1
Durante la seconda guerra mondiale Steve Rogers, desideroso di servire la patria, accettò di farsi iniettare il siero del supersoldato, acquisendo così capacità fisiche sovrumane.
Rogers divenne Capitan America, simbolo del sogno americano e combatté il nazismo nel cuore dell'Europa o nel Pacifico, accompagnato da Bucky, un amico d'infanzia che divenne il suo fotografo ufficiale durante le sue missioni.
Verso la fine della guerra, fu messo al comando di una missione in Germania il cui intento era quello di impedire il lancio di un missile su Washington. Nel disinnescare il razzo, Cap cadde nell'oceano Atlantico, e tutti lo considerarono morto.
In realtà rimase congelato per decenni finché non venne ritrovato da un'équipe dell'esercito.
Risvegliatosi ai giorni nostri, Cap per prima cosa fece visita alla sua ex-spalla, ormai divenuto nonno. Scoprì che Bucky era andato da Gail, l'ex ragazza di Cap, per informarla della sua morte e, in seguito, i due si son sposati e han messo su famiglia.
Successivamente fu invitato a unirsi agli Ultimates da Nick Fury, dei quali divenne il capo data la sua vasta esperienza sul campo durante le missioni.
Il loro primo compito fu quello di fermare Hulk scatenato, mentre in seguito dovettero scontrarsi con Magneto.
La guida di Cap fu determinante per sconfiggere i Chitauri, alieni mutaforma che s'infiltrarono nella società umana già dagli anni quaranta, alleandosi con i nazisti.
Capitan America si scontrò con il loro leader già allora, non sapendo però che si trattava di un alieno ma considerandolo un semplice gerarca nazista.
In seguito instaurò una relazione con Wasp quando questa lasciò il marito Hank Pym Giant-Man, colpevole di averla picchiata. Steve lo rintracciò e gli provocò diverse fratture per punirlo della sua violenza su Janet. 
È un cocainomane.

### I Sei
Tutti i nemici sconfitti da Peter Parker erano rinchiusi al Triskelion, la base degli Ultimates e prigione di superumani.
Il Dottor Octopus si fece credere pentito delle sue azioni per poter usare di nuovo le sue braccia per poi poter liberare gli altri e scappare.
Data l'emergenza Fury chiamò Parker al Triskelion e fece nascondere tutti coloro che erano collegati a Peter.
Il Triskelion venne però attaccato dai sei che rapirono Parker; in seguito Osborn, la mente del gruppo, ricattò il ragazzo allo scopo di ottenere il suo aiuto per sconfiggere gli Ultimates, minacciandolo di uccidere sua zia May in caso di rifiuto.
Così i sei arrivarono alla casa Bianca per uccidere il Presidente; là furono contrastati dagli Ultimates, Osborn lanciò Peter contro Cap, ma il Capitano tranquillizzò Peter dicendogli che sua Zia May era al sicuro.
Il ragno quindi aiutò gli Ultimates; ad un certo punto il figlio di Osborn, Harry comparve sulla scena per fermare il padre, ma Stark colpì il criminale proprio quando stava tornando umano: così Fury (che era invisibile e si trovava dietro il ragazzo) utilizzò tutti suoi mitra per finire Osborn.
Finita la battaglia, Peter tentò di parlare ad Harry che disse: "Vi ucciderò tutti".
Peter venne riaccompagnato dov'era sua zia e tornarono a casa, mentre Cap capì che Fury non aveva appositamente ucciso i criminali allo scopo di studiare i loro geni in caso di una futura guerra genetica.
Fury tuttavia si giustificò spiegando a Cap che queste ricerche erano indirettamente collegate ai successi che Cap aveva ottenuto durante la II Guerra Mondiale, paragonandolo ad una bomba atomica: alla fine del conflitto, ogni nazione della terra voleva il proprio esercito di supersoldati, così erano iniziate numerose ricerche sia per la replica del siero del supersoldato (cosa di cui si occuparono a loro tempo anche Bruce Banner, Henry Pym e Norman Osborn), sia nuovi studi sull'ingegneria genetica (cosa che porterà alle conseguenze narrate in Ultimates 2).
Cap si dichiarò scioccato e deluso, in quanto non erano stati questi i motivi che lo avevano spinto ad arruolarsi e a sottoporsi all'esperimento con il siero del supersoldato.

### Ultimates 2
Un anno dopo Thor viene accusato di aver divulgato informazioni top secret, tra cui la vera identità di Banner/Hulk; Thor si dichiara vittima di un complotto eseguito da Loki, ma ormai tutti lo ritengono uno squilibrato in possesso di un martello ipertecnologico e non un dio nordico. Gli Ultimates vengono incaricati di arrestarlo e, al termine di una furiosa battaglia, Thor venne imprigionato.
In seguito all'omicidio di Occhio di Falco e della sua famiglia, Fury capisce che c'è una spia tra gli Ultimates, e i suoi sospetti ricadono su Capitan America, che viene catturato mentre si trova nel cimitero di Arlington con Bucky.
Quando gli Stati Uniti d'America vengono invasi e messi in ginocchio dai Liberatori, un gruppo di superumani creati dal governo Iraniano in collaborazione con Cina e Russia, si scopre che la traditrice era in realtà la Vedova nera e che era stata lei ad incastrare Cap e Thor e ad aver ucciso la famiglia di Occhio di Falco; solo grazie all'intervento di Iron man il suo doppiogioco viene scoperto.
Steve Rogers si libera grazie a Wasp e dopo aver ucciso molti criminali i due trovano Occhio di Falco, creduto morto con la sua famiglia; insieme i tre liberano il presidente e i suoi familiari.
Cap affronta Abdul Al-Raham, il supersoldato dei Liberatori, unico altro uomo al mondo in cui il siero del supersoldato ha avuto effetto, il quale possiede una spada laser simile a quella di Darth Maul; durante lo scontro Cap viene immobilizzato da centinaia di copie di Madrox e, proprio mentre sta per essere decapitato da Abdul, Hulk, in quel momento controllato da Banner, lancia il suo scudo amputando le mani ad Abdul.
Il Capitano si libera per poi uccidere a sangue freddo Abdul, dopodiché Loki appare sulla scena, rivelando così fondata la teoria di Thor.
Mentre gli Ultimates combattono contro i Liberatori, Thor richiama al suo fianco i guerrieri di Asgard per affrontare Loki e suoi alleati, e insieme riescono a sconfiggerli.

### New Ultimates
Recentemente Cap ha scoperto di aver avuto un figlio con l'ex fidanzata Gail Richards: costui è in realtà il Teschio Rosso, un criminale apparso pubblicamente subito dopo l'inondazione di New York vista in Ultimatum. Per scoprirne di più, Cap ha disertato e si è messo alla ricerca di informazioni. Allora, Nick Fury decide di formare una nuova squadra di Vendicatori per rintracciare Cap.

## Frank Simpson: Nuke
Frank Simpson è un altro fallito esperimento del governo statunitense di ricreare un supersoldato al pari di Captain America durante il suo periodo di scomparsa. Tuttavia, a differenza di Cap, questo superumano è disturbato mentalmente e dopo anni passati a seguire gli ordini dei superiori, ha disertato, facendo perdere le sue tracce. Fino a che il Capitano non trova un segno evidente della sua presenza nelle giungle Cambogiane, andandogli dunque a dare la caccia. Simpson, noto anche col nome di Nuke, ha iniettato il siero del supersoldato a tutti gli abitanti del piccolo villaggio, rendendogli possibile catturare il Capitano e imprigionarlo. In seguito, Cap riuscirà a liberarsi e sconfiggerà Nuke in combattimento. Alla fine, gli abitanti del villaggio si arrenderanno a lui e Cap si ritroverà a leggere a Nuke dei brani della Bibbia, per 'ricambiargli il favore'.

## Teschio Rosso
Nell'universo Ultimate, il Teschio Rosso, è il figlio biologico di Captain America e Gail Richards, concepito prima della scomparsa dell'eroe e ceduto in seguito dalla madre alle cure del Governo degli Stati Uniti. Avendo il siero del supersoldato nel sangue, si dimostrerà eccellente in tutte le prove fisiche ed anche un ottimo stratega ma mostrerà la sua vera personalità soltanto a 17 anni, quando, da solo, ucciderà tutti gli uomini della base in cui è cresciuto e si strapperà la faccia con un coltello per liberarsi di ogni somiglianza che aveva con il proprio padre. Passerà gli anni seguenti a lavorare come assassino fino ad arruolarsi nell'AIM ed a ricongiungersi finalmente con il proprio padre per disputarsi il Tesseract. Captain America, poi, per impedire che il proprio figlio compia altri danni lo trafiggerà con la punta di un aereo che stava pilotando, contro una montagna. Il Teschio Rosso verrà ucciso da Petra Laskov con un colpo di pistola dopo aver spiegato le proprie vere intenzioni: di utilizzare il Tesseract per tornare indietro nel tempo, impedire la scomparsa del proprio padre e crescere un'infanzia normale, lontano dal mondo militare e da così grandi aspettative. Verrà poi rivelato che dietro questi avvenimenti vi fosse lo zampino di Nick Fury, per il quale la morte del Teschio Rosso era fondamentale per il proprio ritorno nello SHIELD.

## Poteri e abilità
Capitan America nasce durante la Seconda Guerra Mondiale, quando il giovane Steve Rogers, desideroso di combattere per il suo paese ma respinto dall'esercito a causa del suo corpo minuto e delle sue capacità fisiche scarse (in contrasto con un'intelligenza notevole), si fa iniettare il siero del supersoldato creato dal Dottor Erskine, divenendo l'arma più potente e importante al servizio degli Alleati. Il corpo di Rogers è cresciuto, sviluppando una stazza possente, un fisico scultoreo e forza, resistenza, velocità, agilità e riflessi sovrumani. Il supersoldato dispone anche di una totale immunità all'alcool, alle droghe e a molte altre tossine, oltre che di un'efficace guarigione accelerata, la quale gli permette di guarire dalle ferite più gravi (anche da quelle mortali) in meno di 24 ore. Essendo stato addestrato come un vero e proprio soldato, è esperto in molte tecniche di combattimento corpo a corpo, nell'uso di molte armi e nella guida di molti veicoli. È un grande genio della tattica e della strategia, in grado di pensare e agire molto più velocemente di un essere umano grazie ai processi mentali potenziati. In combattimento fa sempre uso di uno speciale scudo circolare e dai bordi taglienti, realizzato in vibranio e quindi virtualmente indistruttibile; è divenuto esperto nel suo utilizzo sia come strumento offensivo (arrivando ad utilizzarlo persino come arma da lancio) che difensivo.
| Controllo di autorità | Europeana agent/base/154109 |